# マラケシュ・紅の墓標
ミュージカル『マラケシュ・紅の墓標』（マラケシュ くれないのぼひょう）は、2005年に宝塚歌劇団花組が上演した舞台作品。宝塚・東京は16場。
作・演出は荻田浩一。宝塚大劇場で3月25日から5月9日（新人公演は4月12日）、東京宝塚劇場で5月27日から7月3日（新人公演は6月7日）に上演された。伴演はグランド・レビュー『エンター・ザ・レビュー』。
第91期生初舞台公演。樹里咲穂の本拠地での最後の公演となった。
同年8月2日から8月24日に博多座で一部キャストを替え上演された。

## あらすじ
1920年代初頭のモロッコ・マラケシュを舞台に、悲恋の過去を持つ詐欺師リュドヴィークと砂漠で遭難した夫を探す女性オリガとの許されない恋を描く。

## 出演者一覧

### 東京
出典
- 夏美よう
- 梨花ますみ
- 翔つかさ
- 大伴れいか
- 高翔みず希
- 鈴懸三由岐
- 春野寿美礼
- 眉月凰
- 歌花由美
- 絵莉千晶
- 彩吹真央
- 悠真倫
- 花純風香
- ふづき美世
- 蘭寿とむ
- 橘梨矢
- 愛音羽麗
- 水月舞
- 涼葉らんの
- 紫万新
- 舞城のどか
- 未涼亜希
- 桐生園加
- 遠野あすか
- 貴怜良
- 桜一花
- 七星きら
- 嶺輝あやと
- 華形ひかる
- 華桐わかな
- 紫峰七海
- 望月理世
- 花野じゅりあ
- 珠まゆら
- 舞名里音
- 月路奏
- 夏空李光
- 華城季帆
- 初姫さあや
- 日向燦
- 紫陽レネ
- 星紀はんな
- 姿央みやび
- 桜乃彩音
- 扇めぐむ
- 夕霧らい
- 祐澄しゅん
- 愛純もえり
- 朝夏まなと
- 華耀きらり
- 聖花まい
- 月央和沙
- 雫花ちな
- 斗南さきら
- 花咲りりか
- 望海風斗
- 華月由舞
- 天宮菜生
- 嶺乃一真
- 澪乃せいら
- 亜門真地
- 浦輝ひろと
- 初輝よしや
- 湖々マリア
- 芽吹幸奈
- 彩城レア
- 悠南はやき
- 遼かぐら
- 梅咲衣舞
- 煌雅あさひ
- 冴月瑠那
- 瀬戸かずや
- 瞳ゆゆ
- 夏城らんか
- 野々すみ花
- 白姫あかり
- 鳳真由
- あうら真輝
- 花蝶しほ
- 花峰千春
- 春花きらら
- 輝良まさと
- 彩咲めい

- 矢代鴻（専科所属）
- 萬あきら（専科所属）
- 京三紗（専科所属）
- 樹里咲穂（専科所属）

### 博多座
出典
- 夏美よう
- 梨花ますみ
- 鈴懸三由岐
- 春野寿美礼
- 眉月凰
- 歌花由美
- 絵莉千晶
- 彩吹真央
- ふづき美世
- 愛音羽麗
- 紫万新
- 舞城のどか
- 未涼亜希
- 桐生園加
- 貴怜良
- 七星きら
- 嶺輝あやと
- 華形ひかる
- 紫峰七海
- 花野じゅりあ
- 舞名里音
- 夏空李光
- 華城季帆
- 日向燦
- 星紀はんな
- 桜乃彩音
- 扇めぐむ
- 祐澄しゅん
- 朝夏まなと
- 華月由舞
- 天宮菜生
- 澪乃せいら
- 浦輝ひろと
- 湖々マリア
- 芽吹幸奈
- 悠南はやき
- 冴月瑠那
- 瞳ゆゆ

- 矢代鴻（専科所属）

※華耀きらりは怪我のため休演した。

## 主なキャスト
※不明点は空白とする。
|                | 宝塚・東京公演（新人公演） | 博多座公演   |
| -------------- | -------------------------- | ------------ |
| リュドヴィーク | 春野寿美礼（朝夏まなと）   | 春野寿美礼   |
| オリガ         | ふづき美世（桜乃彩音）     | ふづき美世   |
| レオン         | 樹里咲穂（華形ひかる）     | 彩吹真央     |
| クリフォード   | 彩吹真央（望海風斗）       | 未涼亜希     |
| ギュンター     | 蘭寿とむ（望月理世）       | 愛音羽麗     |
| ソニア         | 矢代鴻（七星きら）         | 矢代鴻       |
| クロック長官   | 萬あきら（紫峰七海）       |              |
| ラッラ         | 京三紗（珠まゆら）         |              |
| コルベット     | 夏美よう（嶺輝あやと）     | 夏美よう     |
| ナターリャ     | 梨花ますみ（華桐わかな）   | 梨花ますみ   |
| シュザンヌ     | 翔つかさ（花咲りりか）     |              |
| ブノワ         | 大伴れいか（夏空李光）     | 紫万新       |
| アリ           | 高翔みず希（日向燦）       | 桐生園加     |
| 蛇             | 鈴懸三由岐（桜一花）       | 鈴懸三由岐   |
| アレクサンドル | 眉月凰（悠南はやき）       | 眉月凰       |
| マチルド       | 歌花由美（聖花まい）       |              |
| マリエル       | 絵莉千晶（姿央みやび）     | 絵莉千晶     |
| マクノートン   | 悠真倫（紫陽レネ）         |              |
| オーレリー     | 花純風香（舞名里音）       |              |
| クロード       | 橘梨矢（星紀はんな）       |              |
| イズメル       | 愛音羽麗（彩城レア）       |              |
| エリザベス     | 水月舞（花野じゅりあ）     |              |
| リューダ       | 涼葉らんの（雫花ちな）     |              |
| ジョンソン     | 紫万新（月路奏）           |              |
| ナディン       | 舞城のどか（愛純もえり）   | 舞城のどか   |
| ウラジミール   | 未涼亜希（夕霧らい）       |              |
| イヴン         | 桐生園加（扇めぐむ）       | 貴怜良       |
| イヴェット     | 遠野あすか（華城季帆）     |              |
| パトリス       | 貴怜良（月央和沙）         |              |
| アマン         | 桜一花（初姫さあや）       |              |
| カミーユ       | 七星きら（梅咲衣舞）       | 七星きら     |
| ハサン         | 嶺輝あやと（祐澄しゅん）   | 嶺輝あやと   |
| ルイ           | 華形ひかる（天宮菜生）     | 紫峰七海     |
| セシル         | 華桐わかな（瞳ゆゆ）       |              |
| エドワード     | 望月理世（嶺乃一真）       |              |
| シモーヌ       | 珠まゆら（遼かぐら）       |              |
| ベルナール     | 紫峰七海（斗南さきら）     |              |
| サラ           | 花野じゅりあ（華月由舞）   | 花野じゅりあ |
| イリス         | 舞名里音（芽吹幸奈）       | 舞名里音     |
| ムハンマド     | 夏空李光（浦輝ひろと）     | 夏空李光     |
| イブラヒム     | 月路奏（煌雅あさひ）       | 星紀はんな   |
| ファティマ     | 華城季帆（華耀きらり）     | 芽吹幸奈     |
| ジョルジュ     | 日向燦（亜門真地）         |              |
| ソフィア       | 桜乃彩音（澪乃せいら）     | 桜乃彩音     |
| ニコラ         | 朝夏まなと（瀬戸かずや）   |              |
| アンリ         | 望海風斗（冴月瑠那）       | 朝夏まなと   |

## 主なスタッフ
- 作・演出：荻田浩一
- 作曲・編曲：高橋城、斉藤恒芳、青木朝子、太田健
- 音楽指揮：岡田良機
- 振付：伊賀裕子、御織ゆみ乃、川崎悦子